# Partula compacta
Partula compacta foi uma espécie de gastrópodes da família Partulidae.
Foi endémica da Polinésia Francesa.